# Brachystelma codonanthum
Brachystelma codonanthum är en oleanderväxtart som beskrevs av P.V. Bruyns. Brachystelma codonanthum ingår i släktet Brachystelma och familjen oleanderväxter. Inga underarter finns listade i Catalogue of Life.